# Jesús Rubén Salazar Gómez
Jesús Rubén Salazar Gómez (sinh 1942) là một Hồng y người Colombia của Giáo hội Công giáo Rôma. Ông từng đảm nhận vị trí Tổng giám mục Tổng giáo phận Bogotá và Chủ tịch Liên Hội đồng Giám mục Châu Mỹ Latinh. Ngoài ra, ông từng đảm nhận các chức vị khác như Giám mục Cúcuta, Tổng giám mục Barranquilla, Chủ tịch Hội đồng Giám mục Colombia, Phó Chủ tịch I Liên Hội đồng Giám mục Châu Mỹ Latinh.

## Tiểu sử
Hồng y Gómez sinh ngày 22 tháng 9 năm 1942 tại Bogotá, Colombia. Sau quá trình tu học, ngày 20 tháng 5 năm 1967, ông được thụ phong chức vị linh mục bởi José Joaquín Flórez Hernández, Giám mục chính tòa Giáo phận Ibagué. Tân linh mục của là thành viên linh mục đoàn Giáo phận này.
Ngày 11 tháng 2 năm 1992, Tòa Thánh chọn linh mục Jesús Rubén Salazar Gómez làm Giám mục chính tòa Giáo phận Cúcuta. Lễ tấn phong cho vị tân chức được cử hành ngày 25 tháng 3 cùng năm, bởi các vị chủ sự nghi thức gồm: Paolo Romeo, Tổng giám mục Sứ thần Tòa Thánh tại Colombia; hai giám mục phụ phong là Tổng giám mục José Joaquín Flórez Hernández, Tổng giám mục Ibagué và Pedro Rubiano Sàenz, Tổng giám mục Tổng giáo phận Cali. Tân giám mục chọn khẩu hiệu:Tunc dixi ecce venio.
Ngày 18 tháng 3 năm 1999, Tòa Thánh thăng Giám mục Gómez làm Tổng giám mục Tổng giáo phận Barranquilla. Từ ngày 3 tháng 7 năm 2008 đến ngày 9 tháng 7 năm 2014, ông đảm nhận vị trí Chủ tịch Hội đồng Giám mục Colombia. Hơn mười năm sau, ngày 8 tháng 7 năm 2010, Toà Thánh quyết định thuyên chuyển Tổng giám mục Gómez làm Tổng giám mục Bogotá. Ông chính thức nhận giáo phận này ngày 13 tháng 8 cùng năm. Từ ngày 19 tháng 5 năm 2011 đến ngày 13 tháng 5 năm 2015, ông là Phó Chủ tịch I của Liên Hội đồng Giám mục Châu Mỹ Latinh.
Trong Công nghị Hồng y 2012 cử hành ngày 24 tháng 11, Giáo hoàng Biển Đức XVI vinh thăng Tổng giám mục Gómez tước vị Hồng y Nhà thờ San Gerardo Maiella. Ông đã đến nhận nhà thờ Hiệu tòa của mình 28 tháng 4 năm 2013. Ngày 13 tháng 5 năm 2015, ông được chọn làm Chủ tịch Liên Hội đồng Giám mục Châu Mỹ Latinh.
Ngày 25 tháng 4 năm 2020, Tòa Thánh chấp nhận đơn xin hồi hưu của ông.